# Italo Sandi
Italo Sandi (Feltre, 21 maggio 1959) è un politico italiano.

## Biografia
Diplomato all'istituto per geometri, è insegnante di scuola media. Dal 1989 al 1991 è consigliere comunale a Feltre per il PCI. Dopo la svolta della Bolognina ha aderito al Partito Democratico della Sinistra, confluendo nel 1998 nei DS, per i quali è stato eletto alla Camera alle elezioni del 2001.
Durante il mandato da parlamentare ha più volte manifestato il proprio dissenso su alcune scelte del gruppo, specialmente in merito alla legge 40 sulla procreazione assistita. Avvertendo l'esigenza di «difendere valori ora minacciati» è passato nel 2005 al gruppo misto e, quindi, all'UDC.
In occasione delle elezioni politiche del 2006 l'UDC gli propone una nuova candidatura per il Parlamento, ma non accetta. Rimane comunque nella direzione regionale veneta del partito.